# TRIM5A
Tripartite motif-containing protein 5 (TRIM5α), também conhecida como RING finger protein 88, é uma proteína que em humanos é codificada pelo gene TRIM5. Consegue em algumas espécies bloquear retrovírus, todavia, esta função não é desempenhada em humanos.
TRIM5α é composto de 493 aminoácidos que é encontrada nas células da maioria dos primatas. TRIM5α é um fator intrínseco imune importante na defesa imune inata contra retrovírus, junto com a família de proteínas APOBEC e tetherin TRIM22.
Seu papel em macacos é conhecido desde 2004. Em 2010 um estudo da Universidade Loyola de Chicago permitiu conhecer 6 aminoácidos de regiões pouco estudadas da TRIM5 alfa.